# Esem
Esem (роден на 10 февруари 1979 г.) е сценичното име на Георги Христов Маринов, български електронен музикант.

## Музикална кариера
Маринов започва да композира електронна музика и е член на „демосцената“ в края на 90-те години, под влиянието на музиката на Brothomstates и Lackluster. Маринов подписва с deFocus Records, за първия си сингъл – „Ikae“ и дебютен албум „Enveloped“ на винил, и така става първият в съвременната българска електронна музика изпълнител, издал музикален запис на грамофонна плоча.
След като издава втория си албум „Serial Human“ през Merck Records, Esem се мести в Лондон, където продуцира материала за „Scateren“ – третия си албум. „Scateren“ е пуснат като безплатно Creative Commons издание през Kahvi Records и бързо се превръща в едно от най-изтегляните заглавия на лейбъла. През 2007 г. части от „Scateren“ са лицензирани и са впоследствие пуснати от Nintendo като музика към играта на Nintendo DS „Theta“.
Музиката му е включена в австрийското национално радио FM4, и в предаването на Джон Пийл на BBC Radio 1. През юли 2013 г. Маринов е автор на едночасова програма за лондонската радиостанция Resonance FM – „Clearspot“, включваща документален запис на протестите 2013 – 14 срещу кабинета „Орешарски“ в България.

## Изпълнения на живо
От 2000 г. Маринов е свирил в Европа, включително в Обединеното кралство, Испания, Швеция, Русия, България и по-скорошно във Франция и Холандия, използвайки Ableton Live, Teenage Engineering OP-1 и различни MIDI контролери.

## Дискография
- 2001 г. – EP – „Ikae“ (12")
- 2002 г. – Албум – „Enveloped“ (CD, LP)
- 2003 – Албум – „Serial Human“ (CD)
- 2005 – Албум – „Scateren“
- 2013 г. – EP – „Aquanaut“
- 2017 – EP – „| |“

## Име
Esem идва от инициалите на предишния му псевдоним StereoMan.